# كلية أركان

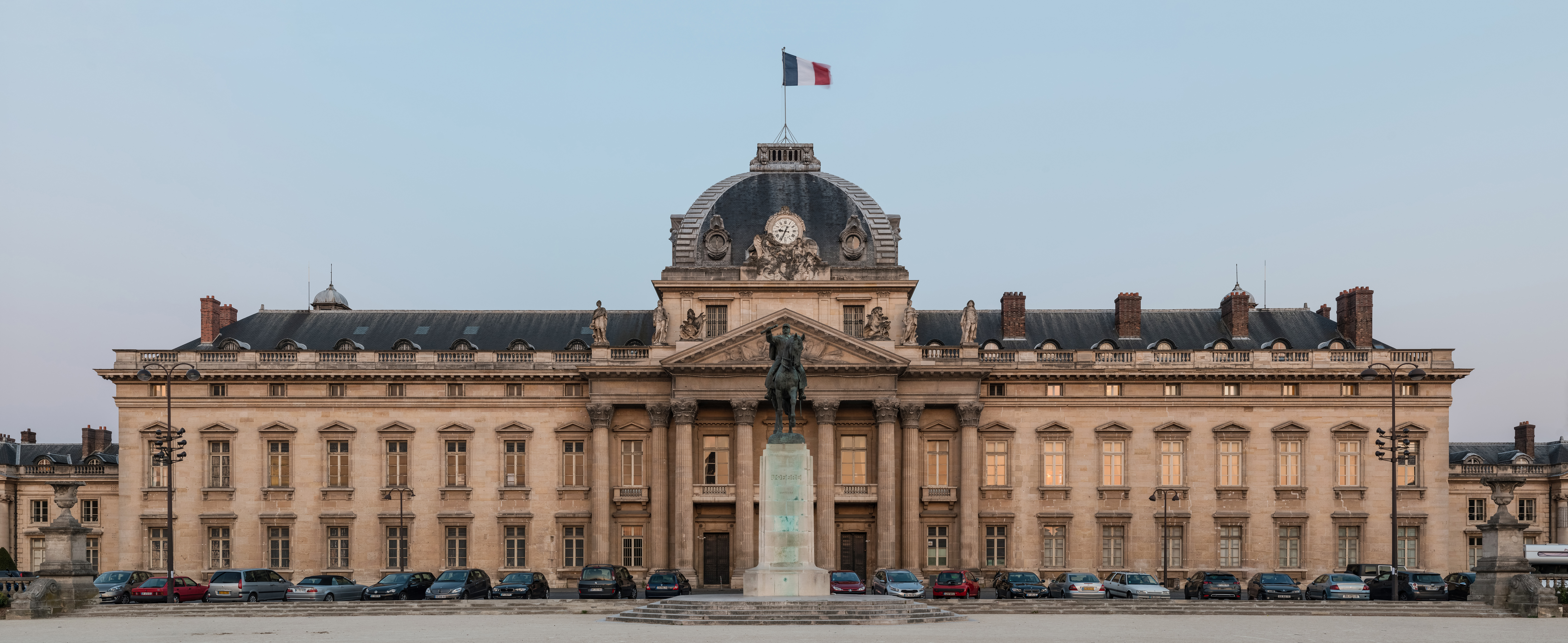
المبنى المركزي لمجمع المدرسة العسكرية بباريس

كلية أركان (و تعرف كذلك باسم كلية القيادة والأركان أو كلية حرب) هي كلية عسكرية تدرب ضباط الجيش في الجوانب الإدارية والموظفين وسياسة مهنتهم. ومن المعتاد لمثل هذا التدريب أن تحدث على مستويات عدة في الحياة المهنية. على سبيل المثال، قد يتم إرسال موظف لدورات الموظفين المختلفة : كنقيب يمكن إرسالها إلى مدرسة القيادة والأركان خدمة واحدة للتحضير لقيادة الشركة والوظائف المعادلة لها ؛ كبرنامج رئيسي لكلية خدمة واحدة أو مشتركة للتحضير لقيادة الكتيبة وظيفة أي ما يعادل، وكما عقيد أو عميد الكلية إلى أعلى الموظفين للتحضير لقيادة لواء وتقسيم وظائف مماثلة.
ولدت في نجاح الكلية للموظفين ، في منتصف القرن العشرين، وهو تقليد المدنية في ما يسمى الكليات الموظفين الإداريين. هذه المؤسسات من تطبيق بعض مبادئ التعليم في الكليات العسكرية لتطوير المديرين التنفيذيين للمن القطاعين العام والخاص في الاقتصاد. أنشئت أول وأفضل الكليات المعروفة الموظفين الإداريين في بريطانيا في القريب Greenlands هينلي، أوكسفوردشاير والآن إعادة تسمية كلية هينلي الإدارة.